# پیر لمونیه (بازیکن فوتبال)
پیر لمونیه (انگلیسی: Pierre Lemonnier؛ زادهٔ ۶ ژوئیهٔ ۱۹۹۳) بازیکن فوتبال اهل فرانسه است که در پست مدافع بازی می‌کند.
از باشگاه‌هایی که در آن بازی کرده‌است می‌توان به باشگاه فوتبال رن و باشگاه فوتبال گنگام اشاره کرد.